# Tentative de coup d'État de 2014 en Gambie
La tentative de coup d'État de 2014 en Gambie survient dans la nuit du 30 décembre 2014, lorsque des coups de feu éclatent dans la capitale gambienne, Banjul.

## Contexte
Au moment de la tentative de coup d'État, le président Yahya Jammeh s'était enfui et se trouvait hors du pays, les sources divergent quant à savoir s'il se trouvait en France ou à Dubaï. Jammeh, qui est lui-même arrivé au pouvoir lors d'un coup d'État en 1994, a connu plusieurs tentatives de coup d'État contre son régime et a parfois accusé le Royaume-Uni et les États-Unis d'être à l'origine de ces tentatives. En novembre 2014, Jammeh avait condamné l’Union européenne pour sa réponse à la discrimination anti-LGBT de plus en plus sévère sous son gouvernement. Le mois suivant, ces mêmes mesures amènent les États-Unis à retirer la Gambie de l'un de leurs programmes d'échanges commerciaux,.

### Planification
En 2013, le président Yahya Jammeh destitue le commandant de sa garde présidentielle, le lieutenant-colonel Lamin Sanneh, qui fuit ensuite vers Washington, où il rencontre un autre réfugié gambien et ancien officier de la Garde nationale du Kentucky, Njaga Jagne. Sanneh, Jagne et quelques autres conçoivent rapidement un complot visant à renverser le président Jammeh.
Jagne convainc Cherno Nije, un entrepreneur texan millionnaire également originaire de Gambie, d'aider à financer le projet. Jagne recrute aussi Papa Faal, Alhagie Boye, d'autres Gambiens, des vétérans de l'armée américaine, ainsi que plusieurs Gambiens vivant en Europe. Banka Manneh, un autre réfugié gambien qui est un ami de Sanneh, affirme qu'il serait en mesure de rassembler une force de 160 soldats à l'intérieur de la Gambie pour aider au coup d'État.

## Déroulement
Le 30 décembre 2014, les hommes armés recrutés par les conspirateurs attaquent la State House of the Gambia, la résidence officielle du président. Les médias locaux signalent rapidement qu'ils sont entrés dans le pays depuis le Sénégal voisin, sous le commandement du lieutenant-colonel Lamine Sanneh. Ceux-ci engagent des tirs nourris avec les forces gouvernementales. S'ensuit la fermeture de plusieurs points d'entrée de Banjul ainsi qu'une coupure totale de la radio et de la télévision d'État,. Les combats diminuent plus tard dans la journée. Les banques et autres commerces demeurent fermés tandis que la radio d'État diffuse de la musique traditionnelle, sans mentionner les événements de la nuit. Quatre personnes, dont Sanneh et Njaga Jagne, sont tuées et plusieurs autres blessées,,.
Vu l'incapacité des hommes armés de consolider leur contrôle, le coup d’État échoue. Jammeh rentre en Gambie le lendemain, puis remanie son cabinet le 10 janvier.

## Conséquences
Après l'échec du coup d'État, Papa Faal, l'un des co-conspirateurs, est entré dans l'ambassade des États-Unis à Dakar pour chercher protection. Il y est cependant interrogé. Le 1er janvier 2015, le Bureau fédéral d'enquête des États-Unis perquisitionne des maisons en Géorgie, au Kentucky, au Minnesota et au Texas dans le cadre d'une enquête sur le coup d'État. Le même week-end, le FBI perquisitionne les bureaux d'une société de développement texane. Le propriétaire de la société, Cherno Nije, est arrêté à l'aéroport international de Washington-Dulles et accusé d'avoir violé le statut successeur de la loi sur la neutralité de 1794. Lors du raid au domicile de Nije au Texas, le FBI trouve un manifeste intitulé « La Gambie renaît : une charte pour la transition de la dictature à la démocratie et au développement », ainsi qu'une feuille de calcul détaillant le budget de 221 000 $ pour la tentative de coup d'État. Papa Faal,, tout comme les collaborateurs Alagie Barrow du Tennessee et Banka Manneh de Géorgie,, sont également inculpés, puis plaident tous coupable.
Le quotidien The Washington Post révèle plus tard que le FBI a interrogé Sanneh à son domicile dans le Maryland et a ensuite informé les responsables sénégalais du complot par l'intermédiaire du Département d'État.
Le 2 avril 2017, il est rapporté que les cadavres de trois conspirateurs présumés, Lamin Sanneh, Alagie Nyass et Njaga Jagne, sont découverts par la police gambienne après la chute du régime de Jammeh.